# دكروة شومانية
دكروة شومانية (الاسم العلمي:Dichroa schumanniana) هي نوع من النباتات تتبع جنس الدكروة من الفصيلة الهدرانجية.